# Зацепление Уайтхеда

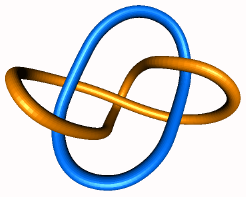
Зацепление Уайтхеда
Число нитей = 3
Длина косы = 5
Число пересечений = 5
Число зацеплений = 0
Число распутывания = 2
ab-нотация = 5
Гиперболический объём = 3,663862377
альтернирующий

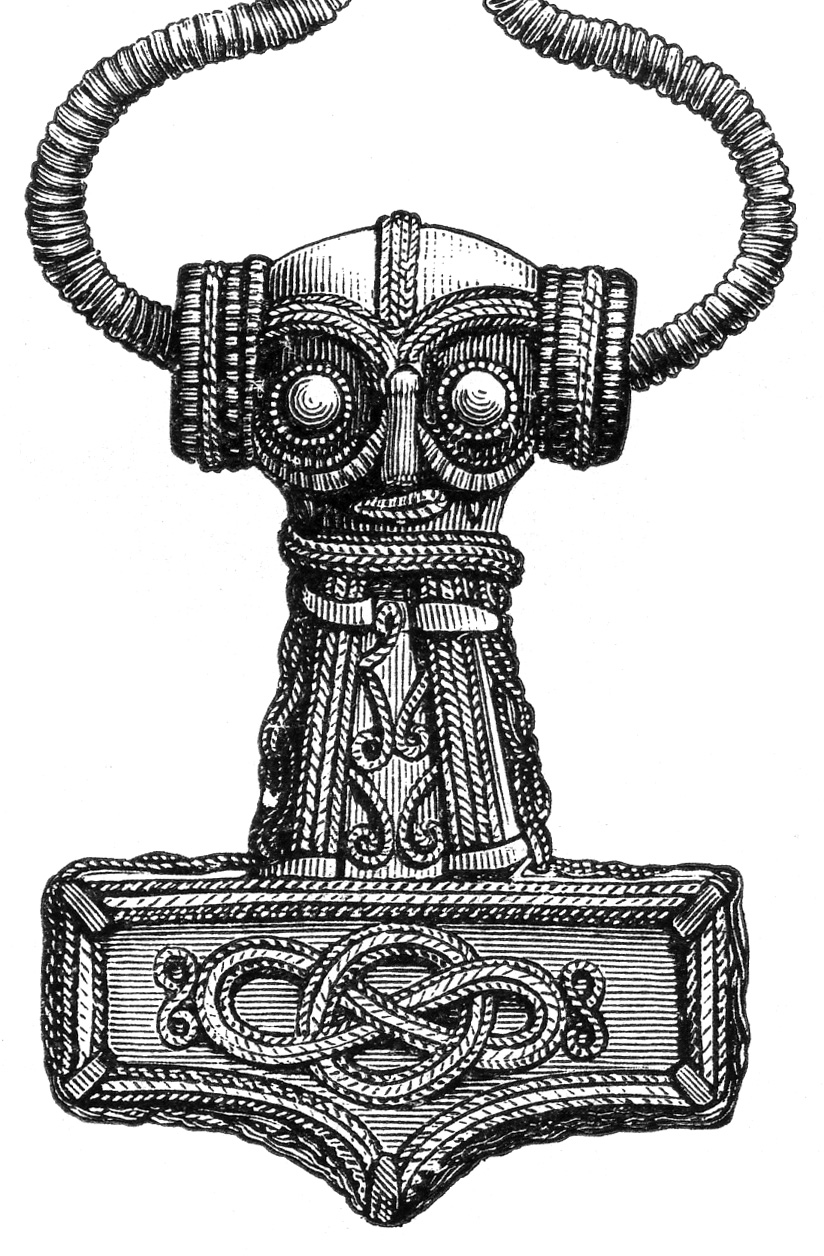
Археологическая находка — молот Тора

Простое представление

Зацепление Уайтхеда — одно из основных зацеплений в теории узлов. Введено Уайтхедом в 1934 году как часть конструкции многообразия Уайтхеда.

## Структура
Зацепление состоит из двух тривиальных узлов — одного кольца и одной фигуры в виде восьмёрки (то есть кольцо, к которому было применено движение Рейдемейстера типа I) — переплетённых без изменения формы так, что их нельзя разъединить. Если исключить самоскрещивание восьмёрки, зацепление Уайтхеда имеет четыре скрещивания. Поскольку каждое скрещивание снизу имеет парное скрещивание сверху, коэффициент зацепления равен 0. Зацепление не изотопно тривиальному узлу, но оно гомотопно по зацеплению тривиальному узлу.
В нотации теории кос зацепление записывается следующим образом:
{\displaystyle \sigma _{1}^{2}\sigma _{2}^{2}\sigma _{1}^{-1}\sigma _{2}^{-2}}.
Многочлен Джонса равен
{\displaystyle V(t)=t^{-{3 \over 2}}(-1+t-2t^{2}+t^{3}-2t^{4}+t^{5})}.
Этот многочлен и {\displaystyle V(1/t)} являются двумя множителями многочлена Джонса зацепления L10a140; при этом {\displaystyle V(1/t)} является многочленом Джонса для зеркального отражения зацепления с многочленом Джонса {\displaystyle V(t)}.